# 深紅の花
「深紅の花」（しんくのはな）は、工藤静香の通算35枚目のシングル。2000年11月8日発売。発売元はエクスタシーレコード、販売元は株式会社ワーナーミュージック・ジャパン。

## 概要
前作「Blue Zone」から1年半ぶりに発売された、レーベル移籍第1弾シングル。″エクスタシーレコード″とは、X JAPANのYOSHIKIが主宰するレーベルである。プロデュースおよび作詞・作曲もYOSHIKIが担当した（作詞者名の″橘朋実″はYOSHIKIが使用するペンネームの中の一つ）。制作当初、タイトルは「深紅の薔薇」と発表されていた。
YOSHIKIをはじめ、カップリング曲の作曲者である藤本和則、津田直士も初起用となった。レコード店などで配布される新譜情報では、ジャネット・ジャクソンのカヴァーが収録される予定となっていたが、実際は全3曲すべてオリジナル作品となった。
表題曲「深紅の花」は、日本テレビ系『火曜サスペンス劇場』の主題歌として使用された。2時間ドラマ枠のテーマソングを歌うのは、1998年の「雪・月・花」（フジテレビ系『金曜エンタテインメント』）以来2度目である。
このシングル盤以降、マキシシングルサイズで発売されている。初めてのマキシシングルは1987年に発売された2枚目のシングル「Again」である。
本作の収録曲は、シングルで唯一オリジナル・カラオケが商品化されていない。

## 収録曲
| #  | タイトル           | 作詞   | 作曲     | 時間 |
| -- | ------------------ | ------ | -------- | ---- |
| 1. | 「深紅の花」       | 橘朋実 | YOSHIKI  | 4:40 |
| 2. | 「足下を飾る太陽」 | 愛絵理 | 藤本和則 | 4:35 |
| 3. | 「PRAY」           | 愛絵理 | 津田直士 | 3:52 |

## 収録アルバム
深紅の花
足下を飾る太陽
PRAY
- 3曲全て『Jewelry Box』（15thアルバム）に収録。

## パーソネル
深紅の花
- produced：YOSHIKI
- all instruments performed：YOSHIKI
- recording & mixing engineers：エリック・ウェストフォール、ジェイソン・マウザ
- assistant engineers：タール・ミラー、ドック・ナイト、横手博史

足下を飾る太陽
- produced：津田直士、橘朋実
- all instruments performed：澤近泰輔
- chorus：工藤静香、アンソニー・ベイリー、エボニー・フェイ
- mixing engineers：天童淳、杉山勇司
- recording engineers：天童淳
- assistant engineers：和田幸保、佐藤道範、佐藤智明、山口敦史

PRAY
- produced：津田直士、橘朋実
- strings arrangement：澤近泰輔
- all instruments performed：藤本和則、澤近泰輔
- chorus：有坂美香
- recording & mixing engineers：天童淳
- assistant engineers：田中大樹、和田幸保、佐藤道範、中田武士